# Neonaphorura moravica
Neonaphorura moravica is een springstaartensoort uit de familie van de Tullbergiidae. De wetenschappelijke naam van de soort is voor het eerst geldig gepubliceerd in 1966 door Rusek.